# La Vallée des réputations
Albums de Jean Leloup
Les Fourmis
(1998) Mexico
(2006)
Singles
1. Ballade à Toronto
Sortie : 2002
2. La Vallée des réputations
Sortie : 2003

La Vallée des réputations est le cinquième album studio de Jean Leloup paru le 3 décembre 2002 sur le label Audiogram.

## Historique
La pochette et le livret sont la réalisation de Julie Bernèche avec des photos de Christophe Chat-Verre.
La parution de l'album est suivie d'une tournée au Canada en 2003 à l'issue de laquelle l'artiste déclare qu'il va « tuer son personnage de Jean Leloup » le 19 décembre 2003 lors du dernier concert donné à Saint-Jean-sur-Richelieu pour redevenir Jean Leclerc, son nom à l'état-civil. Il réalise son annonce en brûlant sur scène les symboles iconiques de sa carrière : sa guitare et son haut-de-forme.
L'album est certifié disque de platine en 2005 avec plus de 100 000 exemplaires vendus.

## Liste des titres de l'album
1. Balade à Toronto – 3 min 05 s
2. Je suis parti – 4 min 35 s
3. Paradis perdu – 5 min 24 s
4. Voilà – 6 min 32 s
5. Les Remords du commandant – 2 min 35 s
6. La Vallée des réputations – 3 min 29 s
7. Vieille France  – 4 min 45 s
8. Cruel Song – 2 min 35 s
9. La Muse et le Museau – 5 min 18 s
10. Promeneur – 2 min 44 s
11. Blue Eyes Sky – 3 min 07 s
12. Raton laveur – 2 min 30 s
13. Je suis parti II – 3 min 00 s
14. Petite Fleur de Sidney Bechet – 2 min 03 s

## Musiciens
- Jean Leloup : guitares
- Adam Chaki : guitares et claviers
- Alex Cochard : guitare
- Namori Vamorau Cissé : batterie et percussions
- Roger Cloutier : percussions
- Kevin De Souza : guitare basse
- Charles Yapo : guitare basse
- Alexander McElcheran : guitare basse
- Justin Douglas : guitare slide
- Vanessa et Anastasia Friedman : chœurs

## Accueil de la critique
Avant sa parution l'album est considéré comme celui qui est le plus attendu de la rentrée au Québec. Pour le journal Voir s'il « ne parvient pas vraiment à [...] surprendre, l'album séduit » grâce à son authenticité et ses « nombreux moments de grâce » en faisant un opus à « dimension humaine où l’humour, la beauté et la fureur de vivre éclatent au cours d’une poésie voyageant entre l’intime et l’intergalactique ». « Simplicité et liberté » résumera un autre critique musical du même journal qui y voit un « Jean Leloup serein, dépouillé – avec un fort penchant country-folk –, mais toujours aussi animé ». Rétrospectivement, c'est également le caractère « authentique » qui ressort de cet album pour une étude universitaire consacrée à Jean Leloup parue en 2020.

## Distinctions
- Prix Félix 2003 (ADISQ)[7] :
  - Prix de l'« album rock de l'année[1] »
  - Nomination au prix de l'« album de l'année – meilleur vendeur »
  - Nomination au prix l'« auteur ou compositeur de l'année »
  - Nomination au prix l'« interprète masculin de l'année »
  - Nomination au prix la « chanson populaire de l'année » pour Balade à Toronto